# Lesina (geslacht)
Lesina is een geslacht van rechtvleugeligen uit de familie sabelsprinkhanen (Tettigoniidae). De wetenschappelijke naam van dit geslacht is voor het eerst geldig gepubliceerd in 1869 door Walker.

## Soorten
Het geslacht Lesina omvat de volgende soorten:
- Lesina ensifera Brullé, 1835
- Lesina intermedia Karny, 1923
- Lesina karnyi de Jong, 1942
- Lesina lutescens Walker, 1869
- Lesina vaginata Karny, 1923